# Chợ Hạnh Thông Tây
Chợ Hạnh Thông Tây tọa lạc trên đường Quang Trung, thuộc địa phận Phường 11, Quận Gò Vấp, Thành phố Hồ Chí Minh. Chợ được khánh thành và chính thức đi vào hoạt động kinh doanh từ 02 tháng 9 năm 2002 với tổng kinh phí xây dựng gần 60 tỉ đồng, diện tích 2.358 m² và có 400 sạp cố định trong lòng chợ, khoản sân phía trước rộng 1.225 m².

## Vị trí & Thời gian hoạt động
Vị trí chợ tại số 10/2 đường Quang Trung, phường 11, Gò Vấp, gần với siêu thị Bình Dân và đối diện nhà thờ Hạnh Thông Tây.
Chợ có đặt thù riêng là chợ hoạt động chủ yếu vào ban đêm và có thời gian hoạt động 24/24 giờ với 2 phiên chợ là chợ đêm và chợ ngày:
- Chợ ngày, hoạt động từ 4 giờ sáng đến 18 giờ chiều, kinh doanh đầy đủ các mặt hàng thiết yếu phục vụ đời sống nhân dân như Vải, quần áo, mỹ phẩm, giày dép, tạp hoá, bánh kẹo, thực phẩm tươi sống...vv.

- Chợ đêm với sự tham gia kinh doanh của hơn 200 hộ tiểu thương ở chợ và khu dân cư, chia làm 2 ca riêng biệt là

Ca 1: Hoạt động từ 18 giờ đến 23 giờ đêm gồm các ngành hàng như Ăn uống, giày dép, quần áo...
Ca 2: Hoạt động từ 23 giờ đến 7 giờ sáng ngày hôm sau gồm Hàng trái cây các loại do tiểu thương từ các tỉnh miền Tây, miền Đông đổ về. Hoạt động kinh doanh vào lúc này vắng và ít cửa hàng còn mở cửa hơn so với ban ngày.